# Jawe
Jawe (ang. Jawas) so domišljijska vrsta humanoidov v znanstvenofantastičnem svetu Vojn Zvezd (Star Wars). Pojavljajo se v večini filmov Vojn zvezd, znani pa so po svoji nenavadni zunanjosti; majhni postavi, zakriti glavi ter sijočih oranžnih očeh.

## Biologija Jaw

### Prehrana
Jawe prebivajo na Tatooineu, pretežno puščavskem planetu. Jedo vse, kar najdejo (so vsejedci) in so prilagojeni na pomanjkanje vode.

### Izvor
Jawe so se razvile iz iste živali kot Tatooineski puščavski banditi, Tuskeni.

## Kultura

### Izgled
Jawe zrastejo do enega metra visoko. Jawe po navadi nosijo puščavska oblačila s kapuco, ki jih pomakajo v skrivno snov, ki zakrije vonj, saj vonj lahko razkrije identiteto, razpoloženje, zdravje in celo zadnji obrok posameznika; na takšen način Jawe ohranjajo svojo identiteto skrivno. Jawe imajo bleščeče oranžne oči, opazne tudi skozi kapuco. Jawa brez kapuce ni nikoli prikazana, bi pa naj njihovi obrazi bili pomečkani.

### Preživljanje
Jawe se ukvarjajo s preprodajanjem tehnoloških predmetov (predvsem robotov). Po Tatooinu potujejo z ogromnimi vozili (Sandcrawlerji, peščenimi plazilci), trgujejo  z domačini, nakar svoje blago popravljajo (robotom tudi izbrišejo spomin) in prodajajo naprej. Jawe, ki niso preprodajalci, živijo v hribovjih, v skritih utrdbah. 

### Jezik
Jezik Jaw je zelo težko razumljiv zaradi svoje hitrosti, zato so Jawe med trgovanjem uporabljajo drugačen, lažje razumljiv jezik.

### Navade
Jawe se ne umivajo, na to gledajo kot zapravljanje dragocene vode.